# Гошовские
Гошовские (пол. Goszowski, укр. Гошовські) — дворянский род.
Род герба Сас, русского происхождения. Предок их, Степан Андреевич Баранович, в 1518 году получил королевскую подтвердительную грамоту на имение Гошово в Киевском воеводстве. Потомки его именовались Барановскими, а с начала XVII в. — Гошовскими. Юрий Гошовский (Гошовський Юрій) был православным епископом Перемышльским и Самборским (1670).
Род этот внесен в VI часть родословной книги Подольской губернии.